# Caribou Lake, North Bay
Caribou Lake är en sjö i Kanada.   Den ligger i Nipissing District och provinsen Ontario, i den sydöstra delen av landet, 300 km väster om huvudstaden Ottawa. Caribou Lake ligger 364 meter över havet. Arean är 0,40 kvadratkilometer. Den sträcker sig 0,8 kilometer i nord-sydlig riktning, och 0,8 kilometer i öst-västlig riktning.
I omgivningarna runt Caribou Lake växer i huvudsak blandskog. Runt Caribou Lake är det ganska tätbefolkat, med 160 invånare per kvadratkilometer.